# Elena (cantante)
Elena Kitić, nota semplicemente come Elena (in serbo Елена Китић?; Hannover, 11 agosto 1997), è una cantante serba.

## Discografia

### Album in studio
- 2025 – Déjà vu

### Singoli
- 2017 – Zlato
- 2017 – Folira (feat. Jala Brat)
- 2019 – Colombiana (feat. 2Bona)
- 2019 – Zabranjujem
- 2019 – 2000's
- 2020 – Harakiri
- 2020 – PSH PSH
- 2021 – Fobije
- 2021 – Bijele flaše (con Jala Brat)
- 2021 – Laži
- 2021 – Svemir
- 2022 – London (con Voyage)
- 2023 – Pare (con Mile Kitić)
- 2023 – Scene (con Mixa)
- 2024 – Elena